# بالمر ليك (كولورادو)
بالمر ليك (بالإنجليزية: Palmer Lake, Colorado)‏ هي بلدة تقع في مقاطعة إل باسو، كولورادو بولاية كولورادو في الولايات المتحدة. تبلغ مساحتها 8 (كم²)، وترتفع عن سطح البحر 2224 م، بلغ عدد سكانها 2420 نسمة في عام 2010 حسب إحصاء مكتب تعداد الولايات المتحدة .

## وصلات خارجية
- www.ci.palmer-lake.co.us
- The US50 - Cities and Towns in Colorado State
- Colorado Cities and Towns, Facts, Map, Flag, Colleges, Government, and More